# Окрог (община Лития)
Вижте пояснителната страница за други значения на Окрог.
Окрог (на словенски: Okrog) е село в Словения, регион Средна Словения, община Лития. Според Националната статистическа служба на Република Словения през 2015 г. селото има 12 жители.